# Marx Emiliani
Marx Emiliani, (noto anche come Max Emiliani) (Faenza, 22 settembre 1920 – Bologna, 30 dicembre 1943), è stato un partigiano italiano.

## Biografia
Autista del corpo nazionale dei vigili del fuoco fu, nei dintorni di Faenza, tra i primi giovani che imbracciarono le armi e diedero vita alla lotta partigiana, con il nome di battaglia Max.
L'8 settembre 1943, data dell'armistizio, assieme ad altri giovani e giovanissimi partecipò al recupero delle armi nelle caserme del Faentino, in particolare quelle del 6º Reggimento Bersaglieri, facendone uscire mitragliatori, fucili e bombe che servirono a costituire e armare la banda partigiana denominata "La Scansi", comandata da Gino Monti, formata da 20 giovani ed attiva nella zona dell'Appennino faentino-bolognese (alte valli dei fiumi Lamone e Montone - valle del Senio), fino al novembre 1943.

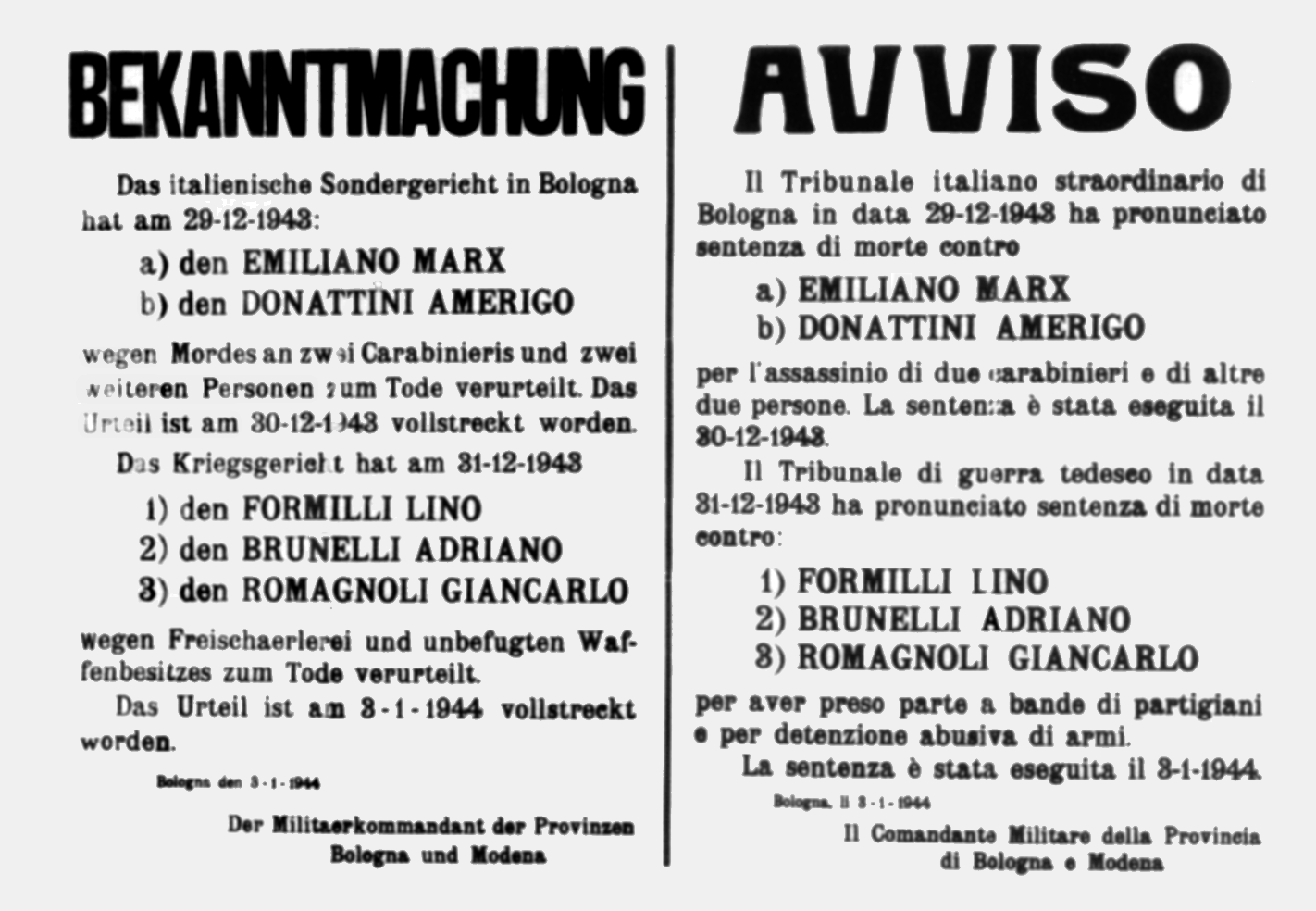
Manifesto bilingue del Comando tedesco per le province di Bologna e Modena datato 3/1/1944 che annuncia l'avvenuta fucilazione di partigiani.

Decise successivamente di mettere a frutto la sua esperienza di guida contribuendo alla costituzione di un GAP motorizzato divenuto noto come "camion fantasma", assieme a Amerigo Donatini (Baratieri), Dino Ciani, Matteo Molignoni, a cui successivamente si aggiunse Silvio Corbari, proveniente dalla banda detta "del Samoggia" (dall'omonimo torrente che si trova sulle colline Faentine).

Il gruppo, servendosi di un camion e uniformi trafugati ai militi repubblichini, seminò lo scompiglio in una vasta area appenninica, attaccando caserme dei carabinieri, posti di blocco, pattuglie fasciste e tedesche.
Il 4 novembre si fermarono a mangiare presso casa del professor Avoni, a Villa Fontana di Medicina (Bologna): il loro comportamento destò tuttavia sospetti e venne immediatamente segnalato alla locale stazione dei Carabinieri. L'intervento di questi portò ad un tragico epilogo: nel conflitto a fuoco che ne seguì vennero uccisi Armando Bosi, guardia municipale e triumviro del PFR di Medicina, i carabinieri maresciallo Giuseppe Roberto Roggero e brigadiere Sebastiano Sanna, e il commerciante Dante Donati, sfollato e nipote del prof. Avoni. Mentre, del gruppo partigiano, Max e Baratieri rimasero feriti.
Gravemente ferito all'addome, Max fu trasportato prima a Ozzano dell'Emilia a casa del dott. Francesco Vincenzi e poi a Faenza, nella sua casa, per essere curato: una delazione rivelò tuttavia ai fascisti la sua presenza, consentendone l'arresto il 24 novembre. Trasferito all'ospedale di Faenza, e piantonato dai carabinieri, dopo sei giorni venne preso in consegna dai carabinieri di Imola e trasferito "con le ferite ancora sanguinanti" alle carceri di Bologna, a San Giovanni in Monte, ove in seguito venne incarcerato anche Baratieri, catturato nei pressi di Marradi il 22 dicembre dai militi forestali e dai tedeschi dello scalo ferroviario.
Sottoposto ad un processo civile il 27 dicembre per i fatti di Medicina, venne assolto.
Sottoposto due giorni dopo al giudizio sommario di un Tribunale speciale della R.S.I., fu condannato alla fucilazione alla schiena "che affrontò serenamente, anzi con orgogliosa alterezza", il 30 dicembre 1943, assieme ad Amerigo Donatini.

## Onorificenze
Medaglia d'argento al valor militare